# 泰勒 (阿肯色州)
泰勒（英語：Taylor）是一個位於美國阿肯色州哥倫比亞縣的城市。

## 地理
泰勒的座標為33°06′07″N 93°27′39″W / 33.10194°N 93.46083°W，而該地的平均海拔高度為73米（即240英尺）。

## 人口
根據2020年美國人口普查的數據，泰勒的面積為2.57平方千米，當中陸地面積為2.57平方千米，而水域面積為0.00平方千米。當地共有人口579人，而人口密度為每平方千米225人。